# NGC 6016
NGC 6016 is een balkspiraalstelsel in het sterrenbeeld Noorderkroon. Het hemelobject werd op 28 juni 1864 ontdekt door de Duitse astronoom Albert Marth.

## Synoniemen
- UGC 10096
- MCG 5-38-1
- ZWG 167.4
- IRAS15538+2706
- PGC 56410